# Универзитет у Софији
Софијски универзитет „Св. Климент Охридски“ (буг. Софийски университет „Св. Климент Охридски“) је најстарији универзитет у Бугарској. Основан је 1888. године у Софији. Универзитет се састоји од 16 факултета и три посебна одељења и има око 22.000 студената. Зграда Ректората изграђена је великодушним донацијама браће Георгијев (Евлоги и Христо) чији скулптуре красе фасаде. Универзитет је основан 1. октобра 1888. 10 година после ослобођења Бугарске. У почетку је имао 4 редовна и 3 додатна предавача и 49 студената. Универзитет је основан као виши педагошки курс, постао виша школа након неколико месеци и универзитет 1904. године. Први ректор универзитета био је бугарски лингвиста Александар Теодоров-Балан.